# 须优鳞虫
须优鳞虫（学名：Eunoe oerstedi）为多鳞虫科优鳞虫属的动物，是中国的特有物种。分布于渤海、黄海等海域。